# Nette Pflanzen!
Nette Pflanzen! ist ein deutsches Stummfilmlustspiel von Ernst A. Becker aus dem Jahre 1916 mit Mia Cordes in der Dreifachrolle dreier ungestümer Schwestern.

## Handlung
Gottlieb Knolle hat in seinem Leben nicht allzu viel zu lachen. Die titelgebenden „netten Pflanzen“ sind – ironisch gemeint – seine drei halbwüchsigen Töchter Theudelinde, Grete und Pieps, die ihm das Leben schwer machen. Schon deshalb greift er mehr als ihm gut tut zur Flasche. Die Tyrannei der drei Geschwister geht bereits so weit, dass sie sich von ihm rund um die Uhr bedienen lassen. Eines Tages hat der Witwer Glück, und die Schreckensherrschaft daheim findet ein jähes Ende. Auf einem Ball der Kegelklubfreunde lernt er nämlich die resolute, dralle Witwe Sperling kennen, die schließlich bei ihm einzieht. Sie wird die nächste Frau Knolle und sorgt fortan bei ihm daheim für ein strenges Regiment, dem sich auch die Knolle-Töchter zu unterwerfen haben.

## Produktionsnotizen
Nette Pflanzen entstand Ende 1915 und passierte die Zensur im Januar 1916. Die Uraufführung des Dreiakters mit einer Länge von etwa 925 Metern erfolgte wohl kurz darauf, die österreichische Premiere fand am 8. August desselben Jahres 1916 statt.
Bei der Drehbuchautorin Paula Hofer (1877–1953), geborene Klär, handelte es sich um die Ehefrau des Regisseurs Franz Hofer.

## Kritik
Paimann’s Filmlisten resümierte: „Stoff, Humoristik, Photos und Spiel gut.“